# 东奥托
东奥托（英語：East Otto）是位于美国纽约州卡特罗格斯县的一个镇，地处卡特罗格斯县北部，建于1854年。2010年美国人口普查时，该镇有1062人。其名称来源于荷兰土地公司的经纪人雅各布·奥托（Jacob Otto）。